# 11 februarie
ianuarie • februarie • martie  • aprilie  • mai  • iunie  • iulie  • august  • septembrie  • octombrie  • noiembrie  • decembrie
11 februarie este a 42-a zi a calendarului gregorian. Mai sunt 323 de zile până la sfârșitul anului (324 de zile în anii bisecți).

## Evenimente

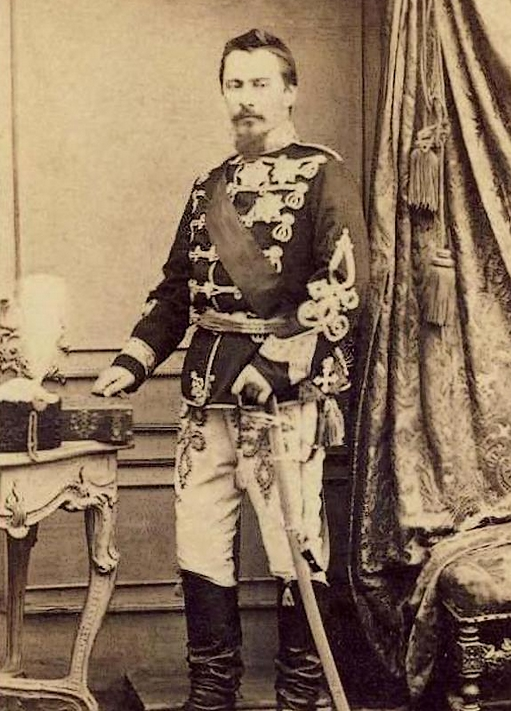
1866: Alexandru Ioan Cuza este silit să abdice, ca urmare a conjurației pregătite de coaliția dintre conservatori și liberal–radicali ("Monstruoasa coaliție").

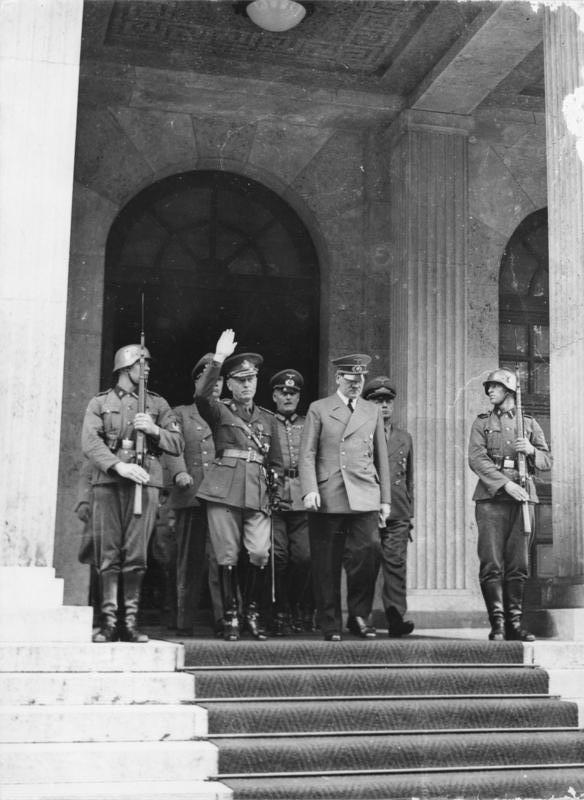
1942: Întâlnirea mareșalului Ion Antonescu cu Adolf Hitler la Cartierul general al acestuia din Prusia orientală.

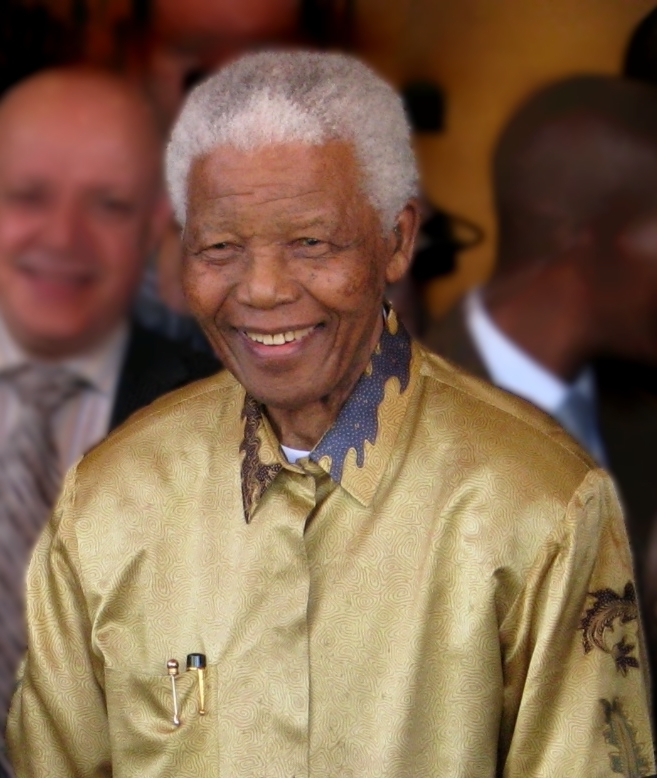
1990: Nelson Mandela este eliberat din închisoare, după 27 de ani petrecuți în arest.

- 1809: Inginerul american, Robert Fulton, a inventat vaporul cu aburi.
- 1866: Alexandru Ioan Cuza, domnitorul României, este silit să abdice, ca urmare a conjurației pregătite de coaliția dintre conservatori și liberal-radicali ("Monstruoasa coaliție"). Puterea a fost preluată de o locotenență domnească alcătuită din: Lascăr Catargiu (reprezentantul Moldovei și al conservatorilor), generalul Nicolae Golescu (reprezentant al Țării Românești și al liberalilor) și colonelul Nicolae Haralambie (reprezentantul armatei).
- 1873: Regele Amadeo al Spaniei abdică.
- 1880: Grecia transformă consulatul în legație, recunoscând în acest fel independența României.
- 1926: Înființarea, la Iași, a Fundației Culturale „Regele Ferdinand I”, la inițiativa Regelui Ferdinand I al României.
- 1929: Se înregistrează cea mai scăzută temperatură din România: -38,5 °C la Bod în Depresiunea Brașovului.
- 1929: Ia ființă statul Vatican prin acordurile italo-papale de la Lateran. Papa exercită puterea legislativă și executivă, prin intermediul unui corp de cardinali. Papa Pius al XI-lea semnează cu Mussolini Tratatul de pace de la Lateran prin care statul italian acordă Vaticanului proprietatea exclusivă și jurisdicția suverană asupra unui cartier din N-V Romei, în schimbul recunoașterii de către papă a guvernului fascist.
- 1941: Relațiile diplomatice dintre România și Belgia au fost întrerupte oficial, la cererea Germaniei. Legația română de la Bruxelles a fost transformată în Consulat general.
- 1942: Întâlnirea mareșalului Ion Antonescu cu Adolf Hitler la Cartierul general al acestuia din Prusia orientală. Conducătorului român i s-au dat asigurări că Germania nu va permite Ungariei și Bulgariei să atace România și i s-a cerut sporirea contribuției de război.
- 1945: Discursul primului ministru Nicolae Rădescu de la cinematograful "Aro", în care el precizează poziția sa și a guvernului față de acțiunile PCR din țară de preluare prin forță a prefecturilor și primăriilor.
- 1970: Japonia a devenit cel de-al patrulea stat din lume care a lansat un satelit pe orbita Pământului.
- 1971: A fost semnat Tratatul cu privire la interzicerea amplasării armelor nucleare și a altor arme de distrugere în masă pe fundul mărilor și al oceanelor și în subsolul lor.
- 1979: Victoria revoluției islamice în Republica Islamică Iran. Ziua națională a Iranului.
- 1990: Liderul sud-african Nelson Mandela, a fost eliberat din închisoare, după 27 de ani petrecuți în arest.
- 1991: Înființarea, la Haga, a Organizației Națiunilor și Popoarelor Nereprezentate (UNPO) - un fel de "Națiuni Unite alternative", cu scopul de a ajuta popoarele și națiunile nereprezentate în cadrul ONU să-și facă auzită vocea în organizațiile internaționale.
- 1991: Începe vizita președintelui RSS Moldovenească, Mircea Snegur, în România, desfășurată în perioada 11 februarie -16 februarie 1991.
- 1998: Licitația manuscrisului melodiei "Candle in the wind", rescrisă special de Elton John și de textierul său, Bernie Taupin, pentru funeraliile prințesei Diana.
- 2011: Hosni Mubarak, fostul președinte al Egiptului, demisionează în urma a două săptămâni de proteste ale populației.
- 2016: Cercetătorii de la LIGO (Laser Interferometer Gravitational-wave Observatory) anunță prima observarea directă a undelor gravitaționale. Undele gravitaționale sunt generate de perturbările produse de rețeaua spațiu-timp sub efectul deplasării unui obiect cu masa mare, precum găurile negre.

## Nașteri
- 1466: Elisabeta de York, soția regelui Henric al VII-lea al Angliei (d. 1503)
- 1535: Papa Grigore al XIV-lea (d. 1591)
- 1745: Tadataka Inō, cartograf japonez (d. 1818)
- 1776: Ioannis Kapodistrias, primul șef de stat al Greciei (d. 1831)
- 1840: Lajos Abafi, scriitor, editor, istoric literar, entomolog maghiar de origine germană (d. 1909)
- 1841: Ioan D. Caragiani, folclorist și traducător, membru fondator al Societății Academice Române (d. 1921)
- 1847: Thomas Alva Edison, inventator american și cercetător în domeniul electricității  (d. 1931)

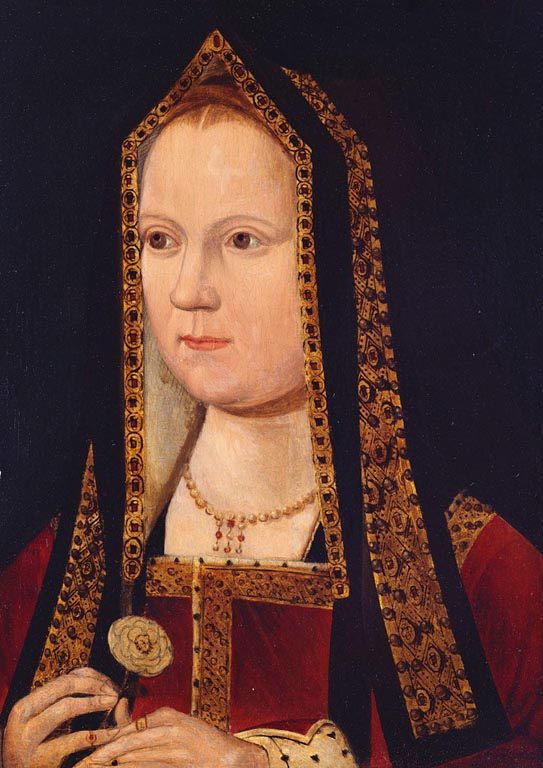
Elisabeta de York, soția regelui Henric al VII-lea al Angliei
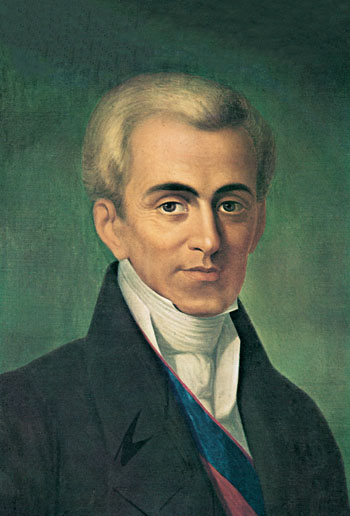
Ioannis Kapodistrias, primul șef de stat al Greciei
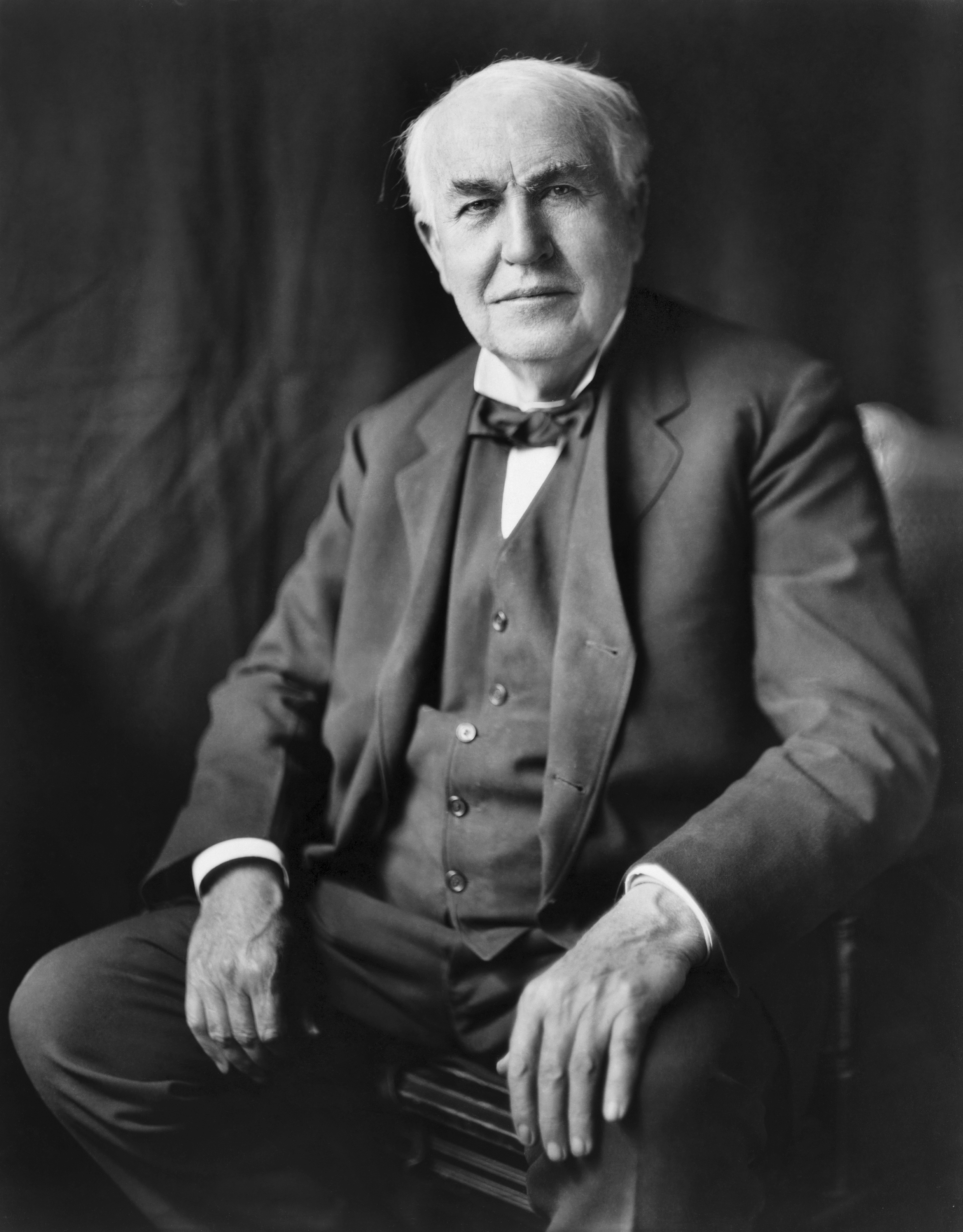
Thomas Alva Edison, inventator american

- 1853: Artur Loureiro, pictor portughez (d. 1932)
- 1880: Ioan Bălan, episcop de Lugoj, deținut politic (d. 1959)
- 1881: Carlo Carrà, pictor italian (d. 1966)
- 1882: Gheorghe Cucu, compozitor, cunoscut mai ales datorită muzicii corale și prelucrărilor de folclor (d. 1932)
- 1888: Nicolae Ionescu-Sisești, medic, membru corespondent al Academiei Române (d. 1954)
- 1900: Hans-Georg Gadamer, filosof german (d. 2002)
- 1911: Pericle Martinescu, prozator și traducător român (d. 2005)
- 1918: Anne Stine Ingstad,  arheolog norvegian (d. 1997)
- 1919: Eva Gabor,  actriță americană de origine maghiară (d. 1995)
- 1920: Regele Farouk al Egiptului (d. 1965)
- 1921: Victor Ciobanu: medic, ministru al sănătății al României în perioada 1985–1989 (d. 2001)
- 1921: Ion I. Inculeț, inginer canadian de origine română, membru de onoare al Academiei Române (d. 2011)
- 1926: Leslie Nielsen, actor canadian (d. 2010)
- 1929: Paul Barbăneagră, regizor româno-francez (d. 2009)
- 1932: Aureliu Emil Săndulescu, fizician și om politic român (d. 2019)
- 1936: Burt Reynolds, actor american  (d. 2018)

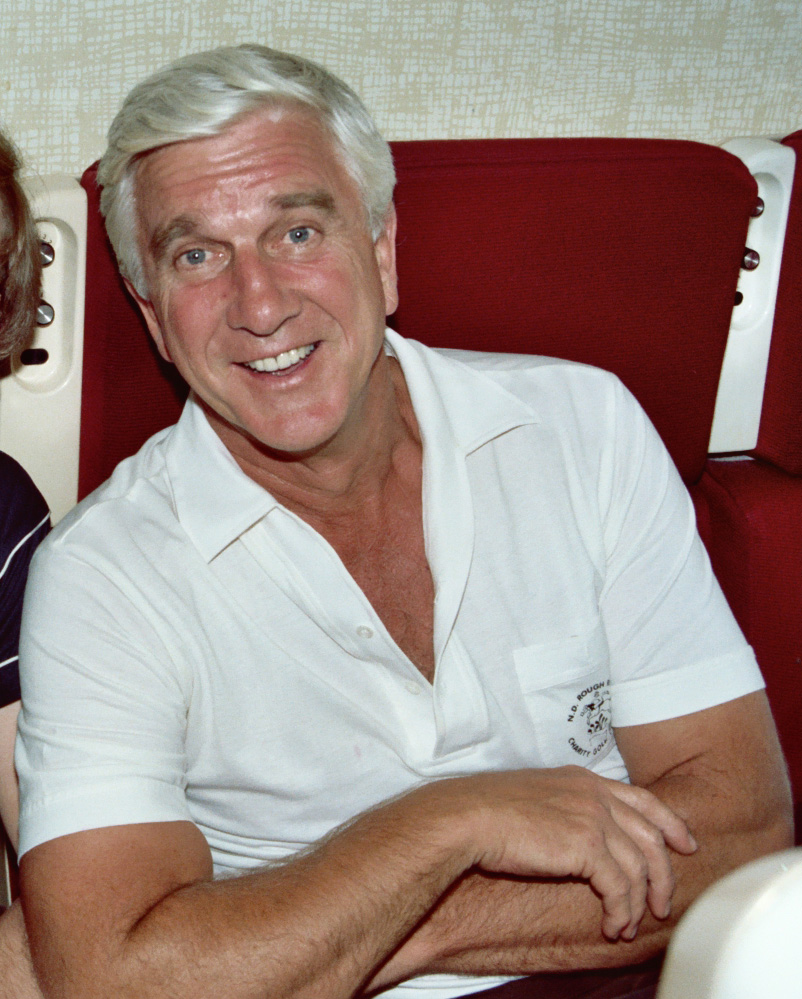
Leslie Nielsen, actor canadian
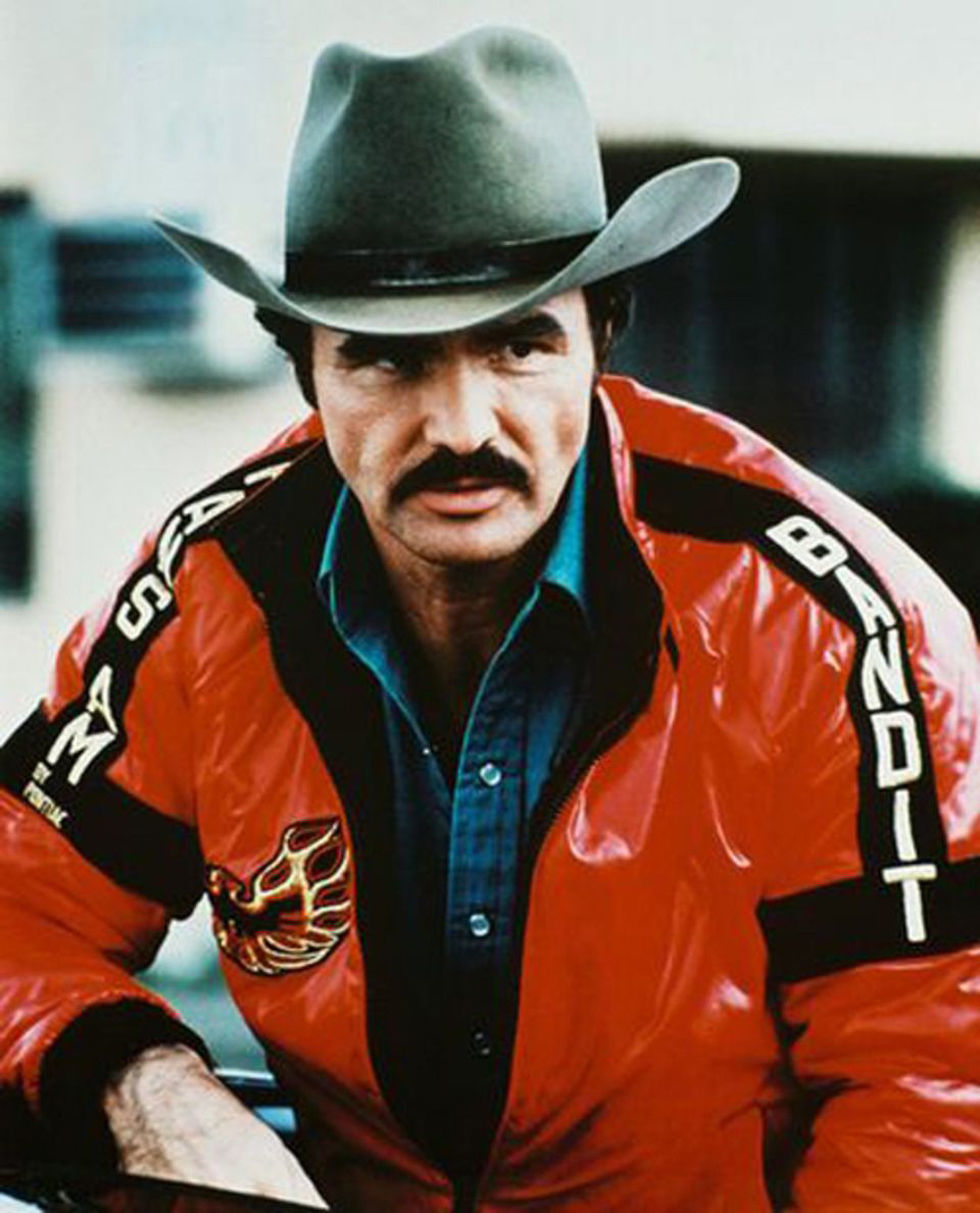
Burt Reynolds, actor american
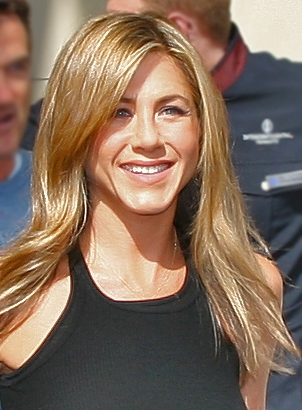
Jennifer Aniston, actriță americană

- 1941: Cornel Mihai Ionescu, eseist și traducător (d. 2012)
- 1941: Sérgio Mendes, muzician brazilian (d. 2024)
- 1962: Angel Tîlvăr, politician român, ministru al Apărării Naționale
- 1969: Jennifer Aniston, actriță americană
- 1973: Varg Vikernes, muzician norvegian
- 1977: Yuka Murofushi, atletă japoneză
- 1981: Kelly Rowland, cântăreață americană
- 1982: Florin Lovin, fotbalist român
- 1982: Omu Negru, actor român
- 1992: Taylor Lautner, actor american

## Decese
- 0731: Papa Grigore al II-lea
- 0824: Papa Pascal I
- 1503: Elisabeta de York, soția regelui Henric al VII-lea al Angliei (n. 1466)
- 1617: Giovanni Antonio Magini, astronom, astrolog, cartograf și matematician italian (n. 1555)
- 1650: René Descartes, filosof francez ("Discurs asupra metodei", "Meditații metafizice") (n. 1596)
- 1868: Leon Foucault, fizician francez, cel ce a demonstrat, gratie pendulei, mișcarea de rotație a pământului (n. 1819)

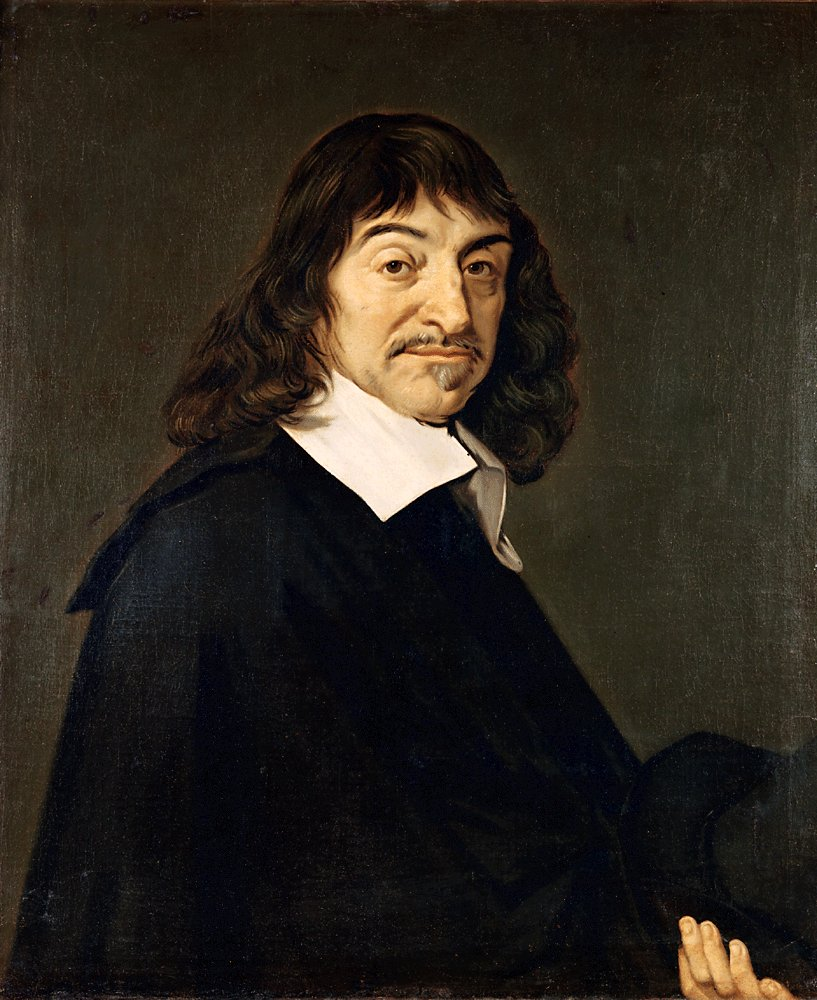
René Descartes, filosof francez
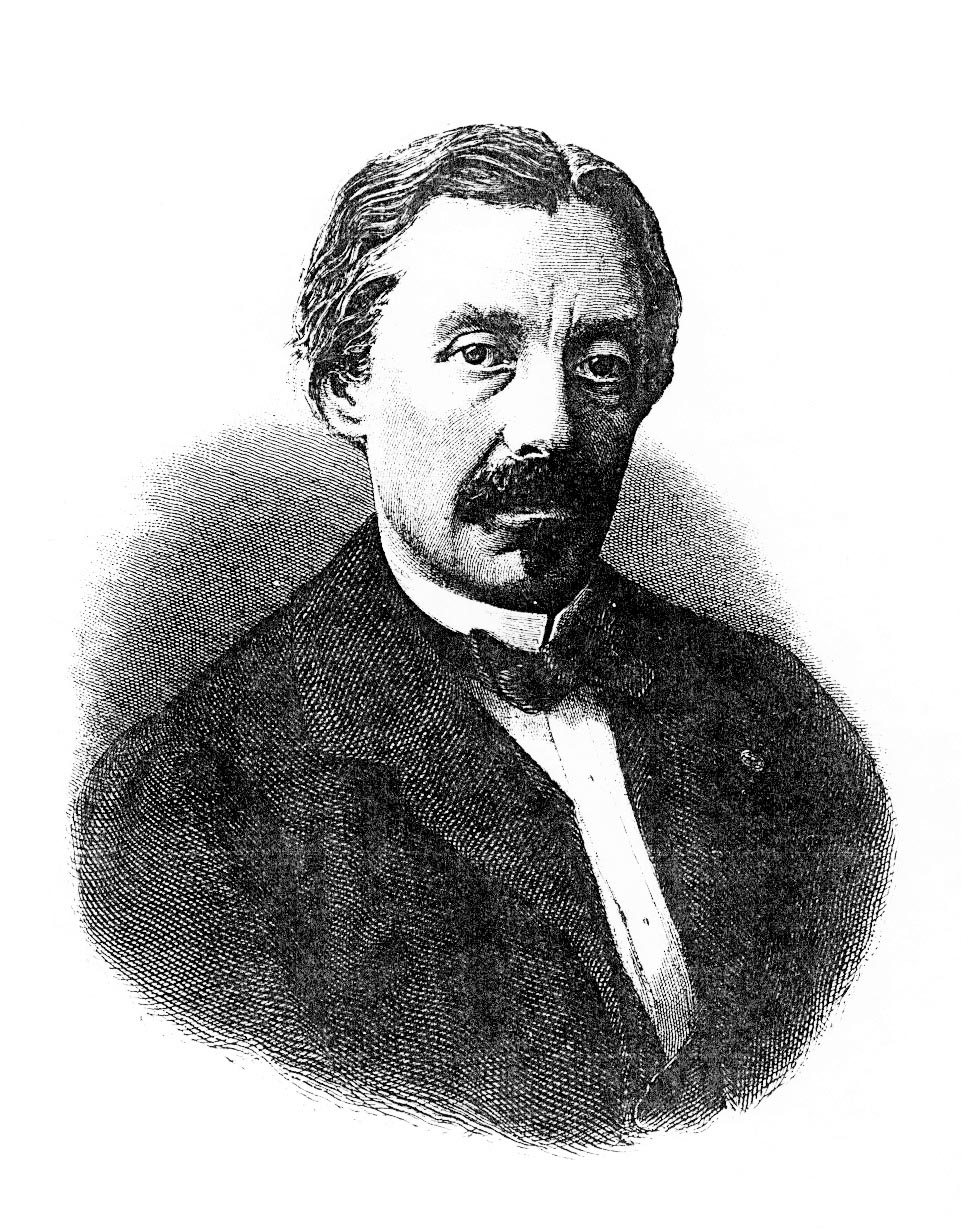
Leon Foucault, fizician francez

- 1886: Maria Burada, prima femeie din Moldova care a tradus piese de teatru (n. 1812)
- 1901: Regele Milan I al Serbiei (n. 1854)
- 1904: Vladimir Markovnikov, chimist rus (n. 1837)
- 1907: Alfred Beau, pictor și ceramist francez (n. 1829)
- 1924: Jean-François Raffaëlli, pictor francez (n. 1850)
- 1940: John Buchan, scriitor scoțian, istoric și politician (n. 1875)
- 1948: Serghei Mihailovici Eisenstein, regizor rus (n. 1898)
- 1956: Serghei Blajko, astronom rus și sovietic (n. 1870)
- 1963: Sylvia Plath, poetă, eseistă americană (n. 1932)
- 1962: Károly Acsády, scriitor, poet și jurnalist maghiar (n. 1907)
- 1973: Johannes Hans Daniel Jensen, fizician german, laureat al Premiului Nobel (n. 1907)
- 1987: Radu Codreanu, biolog și citolog român, academician (n. 1904)
- 1991: Vasile Nițulescu, actor român (n. 1925)
- 2000: Roger Vadim, regizor francez (n. 1928)
- 2012: Whitney Houston, cântăreață americană, actriță și producătoare de filme (n. 1963)
- 2013: Mihail-Radu Solcan, filosof român  (n. 1953)
- 2017: Nag Arnoldi, sculptor, pictor și profesor elvețiano-italian (n. 1928)

## Sărbători
- Ziua internațională a bolnavilor (proclamată la 13 mai 1992, din inițiativa Papei Ioan Paul al II-lea)
- SUA: Ziua inventatorilor americani, instituită în memoria lui Thomas Alva Edison
- UE: Ziua europeană a numărului unic de urgență 112